# Əbilyataq
Əbilyataq (ryska: Abil’yatag) är en ort i Azerbajdzjan.   Den ligger i distriktet Xaçmaz Rayonu, i den nordöstra delen av landet, 150 km nordväst om huvudstaden Baku. Antalet invånare är 563.
Terrängen runt Əbilyataq är platt. Närmaste större samhälle är Xaçmaz, 10,8 km sydväst om Əbilyataq.
Trakten runt Əbilyataq består till största delen av jordbruksmark. Runt Əbilyataq är det ganska tätbefolkat, med 129 invånare per kvadratkilometer.